# Cadre-45/1-Weltmeisterschaft 1928

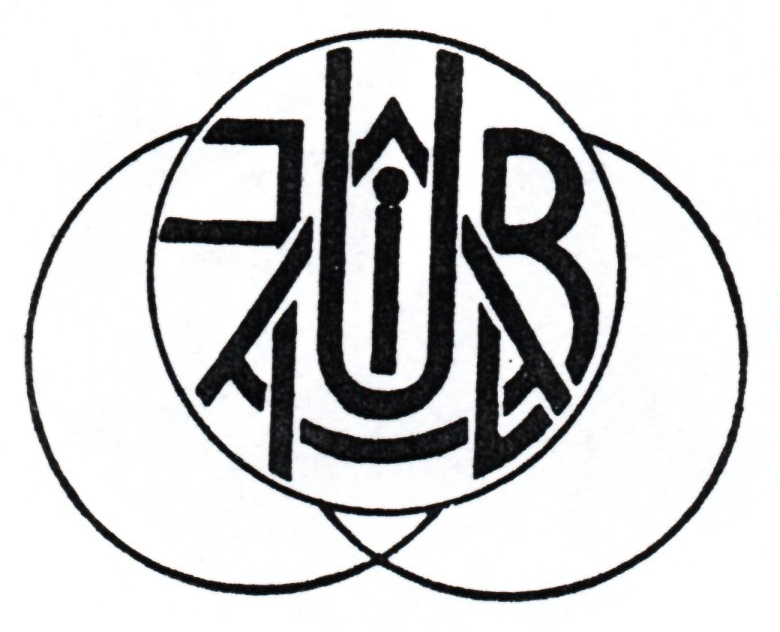
Logo UIFAB (ausrichtender Verband)

Veranstaltungsort: Vichy

Die Cadre-45/1-Weltmeisterschaft 1928 war die zweite Cadre 45/1 UIFAB-Weltmeisterschaft, die bis 1938 im Cadre 45/1 und ab 1967 im Cadre 47/1 ausgetragen wurde. Das Turnier fand vom 30. Juni bis zum 3. Juli 1928 in Vichy statt. Es war die zweite Cadre 45/1 Weltmeisterschaft in Vichy.

## Geschichte
Der erstmals an einer Cadre 45/1 Weltmeisterschaft teilnehmende Ägypter Edmond Soussa konnte sich auch gleich den Titel erspielen. Mit 12,76 im Generaldurchschnitt (GD) und einer Höchstserie von 106 stellte er auch gleich zwei neue Amateurweltrekorde auf.  Den zweiten Platz erreichte der Amerikaner Francis S. Appleby, der bei der ersten Weltmeisterschaft nur Letzter wurde.  Der Titelverteidiger Charles Faroux wurde Vierter.

## Turniermodus
Es wurde im Round Robin System bis 300 Punkte gespielt. Bei MP-Gleichstand (außer bei Punktgleichstand beim Sieger) wird in folgender Reihenfolge gewertet:
1. MP = Matchpunkte
2. GD = Generaldurchschnitt
3. HS = Höchstserie

## Abschlusstabelle

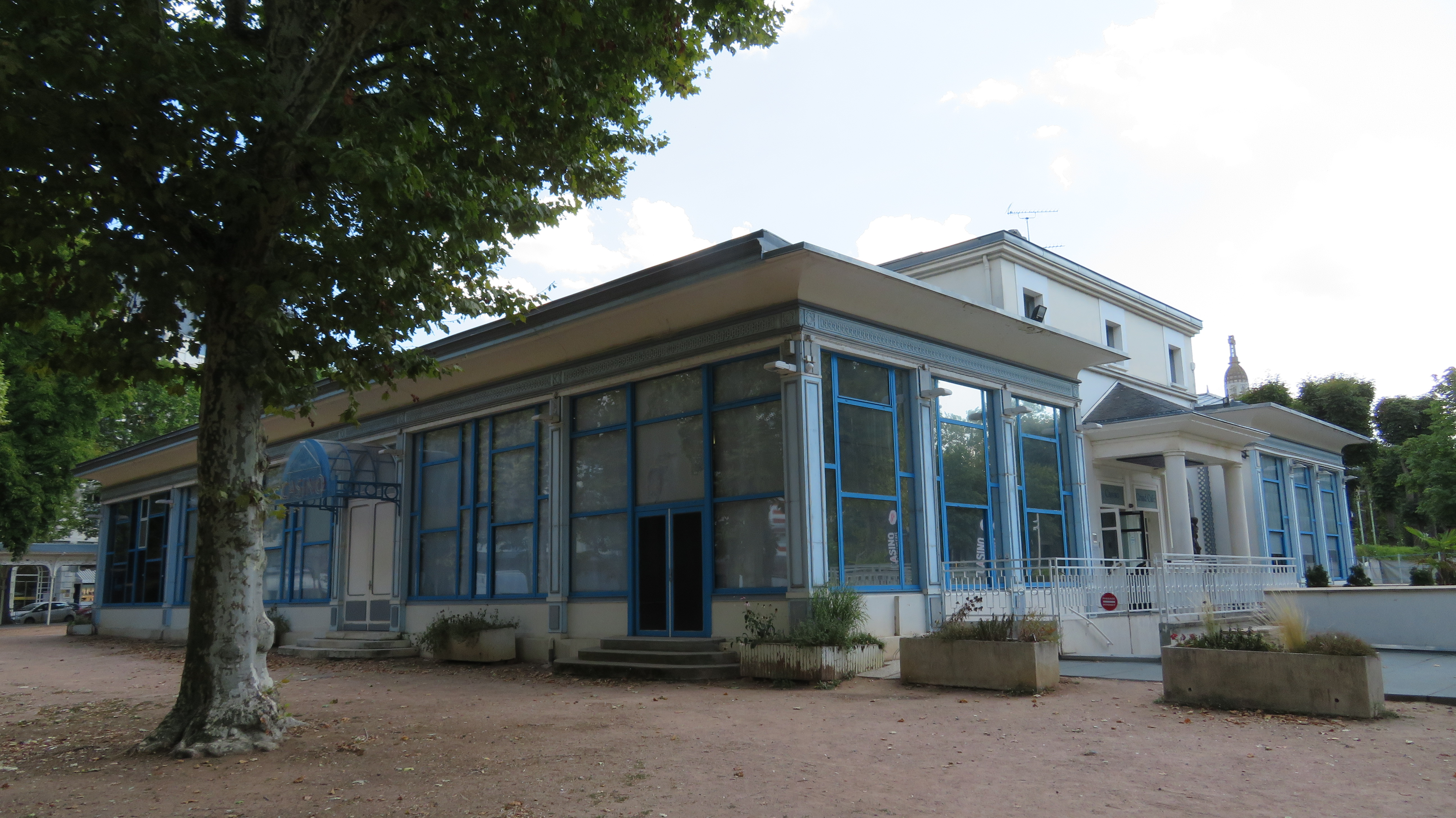
La Restauration in Vichy

| MP    | Match Points (Sieger = 2; Unentschieden = 1; Verlierer = 0) |
| Pkte. | Erzielte Karambolagen                                       |
| Aufn. | Benötigte Versuche                                          |
| GD    | Generaldurchschnitt                                         |
| BED   | Bester Einzeldurchschnitt eines Spielers                    |
| HS    | Höchstserie                                                 |
|       | Bester GD des Turniers                                      |
|       | Bester ED des Turniers                                      |
|       | Beste HS des Turniers                                       |
|       | 1. Platz (Gold)                                             |
|       | 2. Platz (Silber)                                           |
|       | 3. Platz (Bronze)                                           |

| Platz                     | Name               | MP   | Pkte. | Aufn. | GD    | BED   | HS  |
| ------------------------- | ------------------ | ---- | ----- | ----- | ----- | ----- | --- |
| 1                         | Edmond Soussa      | 12:0 | 1800  | 141   | 12,76 | 16,66 | 106 |
| 2                         | Francis S. Appleby | 10:2 | 1661  | 190   | 8,68  | 12,00 | 81  |
| 3                         | Jacques Davin      | 8:4  | 1638  | 241   | 6,79  | 15,00 | 75  |
| 4                         | Charles Faroux     | 6:6  | 1550  | 241   | 6,43  | 10,71 | 78  |
| 5                         | Henri Maréchal     | 4:8  | 1533  | 190   | 8,06  | 10,00 | 56  |
| 6                         | Emile Sicard       | 2:10 | 4,63  | 1336  | 288   | 5,45  | 64  |
| 7                         | ? Beauregard       | 0:12 | 1296  | 231   | 5,61  | –     | 63  |
| Turnierdurchschnitt: 7,09 |                    |      |       |       |       |       |     |